# Hard power
Nell'ambito delle relazioni internazionali, con la locuzione Hard power (traducibile in italiano con potere duro o potere coercitivo) si intende l'utilizzo del potere militare ed economico da parte di uno Stato o governo per influenzare il comportamento di altri enti politici. Questa forma di potere di solito è aggressiva ed è molto più efficace quando viene imposta da un governo o uno Stato che ha più potere economico-militare di un altro. L'Hard power è l'opposto del concetto di Soft power, che invece punta a influenzare gli altri enti politici tramite strumenti non militari o economici come diplomazia, cultura e storia.